# Stekelflugor
Stekelflugor (Conopidae) är en familj av flugor som har världsvid utbredning och omfattar cirka 500 arter, varav 20 inom Sverige.
Många liknar grävsteklar, getingar eller bin. De suger blomnektar, ofta i sällskap med de steklar de härmar. Larverna är parasitoider i bakkroppen på getingar, bin och humlor, några på flugor, gräshoppor eller termiter. De lever med andra ord i en annan levande varelse.